# Фиделис (Флорида)
Фиделис (енгл. Fidelis) насељено је место без административног статуса у америчкој савезној држави Флорида.

## Демографија
По попису из 2010. године број становника је 156.
| Група             | 2000.    | 2010.       |
| Белци             | 0 (0,0%) | 137 (87,8%) |
| Афроамериканци    | 0 (0,0%) | 0 (0,0%)    |
| Азијати           | 0 (0,0%) | 0 (0,0%)    |
| Хиспаноамериканци | 0 (0,0%) | 3 (1,9%)    |
| Укупно            | 0        | 156         |